# Graduale 'Tu qui regis totum orbem'
Graduale 'Tu qui regis totum orbem' (Du som styr hela världen) är en komposition av Johann Strauss den yngre. Den spelades första gången den 4 augusti 1844 i Wien. 

## Historia
Johann Strauss den äldre var emot att sonen Johann Strauss den yngres att bli musiker och gjorde inget för att hjälpa honom i hans musikstudier. Sonen började studera generalbasskrift och kontrapunkt för domkapellmästaren Joseph Drechsler i kyran Am Hof i Wien. Drechsler var förtjust över att ha en verkligt begåvad elev och hade tänkt sig att den unge Strauss skulle bli en god kyrkomusiker. Men mer än en gång kom han på sin elev med att spela valser och polkor på kyrkans orgel. Trots det insåg Drechsler att den 18-årige Strauss hade framtiden för sig och i ett brev daterat den 9 juli 1844 skrev han att "de framsteg som han har gjort är frukten av, inte bara av hans hårda arbete, men också av hans inre talang. Det kan därför förväntas att Johann Strauss.. kommer lyckas framöver". Den 1 augusti stod det att läsa i tidningen Allgemeine Wiener Musik-Zeitung: "Nästa söndag [4 augusti 1844] kommer Herr Johann Strauss (äldste son till vår käre valshjälte) framföra ett stycke kyrkomusik i Am Hof, som Herr Professor Drechsler, kapellmästaren där och Johann Strauss lärare, har beskrivit som lyckat". En annan tidning, Der Sammler, skrev ordagrant samma artikel den 3 augusti. 
Tisdagen den 6 augusti 1844 följde Allgemeine Wiener Musik-Zeitung upp sin tidigare notis med en detaljerad rapport om de musik som hade framförts i kyrkan två dagar tidigare: "På söndagen den 4 [augusti] framförde Herr Professor Drechsler i kyrkan Am Hof sin Mässa i F (komponerad 1830 och känd som 'Flodmässan') tillsammans med, som graduale, sin aria för alt (F-Dur 3/4 'Mater dei'), och sedan som offertorium, en kör (G-Dur C Maestoso 'Tu qui regis') av Strauss den yngre". Efter en betraktelse över Drechslers mässa fortsatte rapporten: "Strauss den yngres kör visar på en talang värd att lägga märke till, som är säker på sig själv och som har visat att enhet, naturlighet och enkelhet är ovärderliga insatser för ett stycke kyrkomusik, (ty passion i frasering och högtflygande ord och uttryck är dåliga verktyg och är inte alls lämpliga för bedjande), och som en dag kommer visa sig kapabel att skapa stora ting". 
Vad som framgår av artikeln i Allgemeine Wiener Musik-Zeitun är helt klart att ett stycke kyrkomusik av Strauss den yngre framfördes den 4 augusti 1844 i kyrkan Am Hof. Sedan framgår det emellertid att texten till Strauss körverk, 'Tu qui regis totum orbem', inte användes vid det tillfället som en graduale. Enligt informationen från "Institute for Liturgical Studies" den 5 januari 1982: "Denna text förekommer varken i Missalet, i Graduale Romanum eller i Liber Usualis. Det borde ha återfunnits i en av dessa källor om den var menad att ingå som en del av den officiella texten till den katolska mässan". Strauss komposition borde därför egentligen ha varit en offertoriummotett, en flerstämmig sång med biblisk text.
Strauss originalmanuskript är försvunnet. En manuskriptkopia gjordes av kopisten Johann Proksch ('Graduale av Johann Strauss den yngre. Kör') och visar på en version för fyrstämmig kör (sopraner, altar, tenorer och basar) och en ensembler för två oboer, två klarinetter, två fagotter, tre tromboner, två jägarhorn och timpani. Det är osäkert om detta var originaluppsättningen den 4 augusti 1844. Som kontrast till analysen av instrumenteringen i Drechslers mässa nämnde aldrig reportern för Allgemeine Wiener Musik-Zeitung något om ett enda instrument i Strauss körverk, trots att artikeln ägnade flera rader åt ett debutverk av en ung musikstudent. Straussforskaren Norbert Rubey förmodar att Strauss körverk framfördes A capella eller med orgeln som generalbas, och att versionen för blåsorkester tillkom vid ett senare tillfälle.
Ett påstående som talar emot Rubeys teori kommer från en av Johann Strauss ungdomsvänner Adolf Lorenz. Vid tiden för Strauss 50-jubileum som kompositör 1894 publicerade Neues Wiener Tagblatt (14 oktober 1894) ett uttalande av Lorenz där denne mindes året 1844: "Från den tiden har jag behållit en kopia av gradualen 'Tu qui regis totum orbem' för fyra stämmor och blåsinstrument, vilken Strauss komponerade i syfte att presentera sig för publiken och kritikerna, och som han framförde under Drechslers ledning i kyrkan Am Hof". Om Lorenz utsaga stämmer är arrangemanget för fyrstämmig kör och blåsorkester originaluppsättningen.

## Om verket
Speltiden är ca 4 minuter och 44 sekunder plus minus några sekunder beroende på dirigentens musikaliska tolkning.

## Weblänkar
- Graduale 'Tu qui regis totum orbem' i Naxos-utgåvan.